# دين عبيدالله
دين عبيدالله (بالإنجليزية: Dean Obeidallah)‏ فنان كوميدي أمريكي من اصل فلسطيني ووالده من بلدة بتير قرب بيت لحم وامه من جزيرة صقلية.

## وصلات خارجية
- دين عبيدالله على موقع IMDb (الإنجليزية)
- دين عبيدالله على موقع قاعدة بيانات الفيلم (الإنجليزية)

1. ↑  "معلومات عن دين عبيدالله على موقع themoviedb.org". themoviedb.org. مؤرشف من الأصل في 2022-06-15.
2. ↑  "معلومات عن دين عبيدالله على موقع c-span.org". c-span.org. مؤرشف من الأصل في 2021-12-14.
3. ↑  "معلومات عن دين عبيدالله على موقع politifact.com". politifact.com. مؤرشف من الأصل في 2023-07-04.